# Château de la Reynarde
Le château de la Reynarde est un édifice situé dans le quartier de Saint-Menet, dans le 11e arrondissement de Marseille, en France. Il se situe à proximité du Château Régis.

## Historique
C'est un ancien fief médiéval aménagé en bastide au XVIIe siècle, rénové au milieu et à la fin du XIXe siècle.
Le château appartient à la famille de Félix.
Il est acquis par l'armateur Louis Régis en 1868.
Le château fait l’objet d’une inscription au titre des monuments historiques depuis le 17 juillet 1996.
La maison accueille à présent un centre d’accueil et d’accompagnement de 70 enfants, adolescents et jeunes majeurs dans le cadre des mesures de protection sociale et d’aide à l’enfance.